# Theatiner

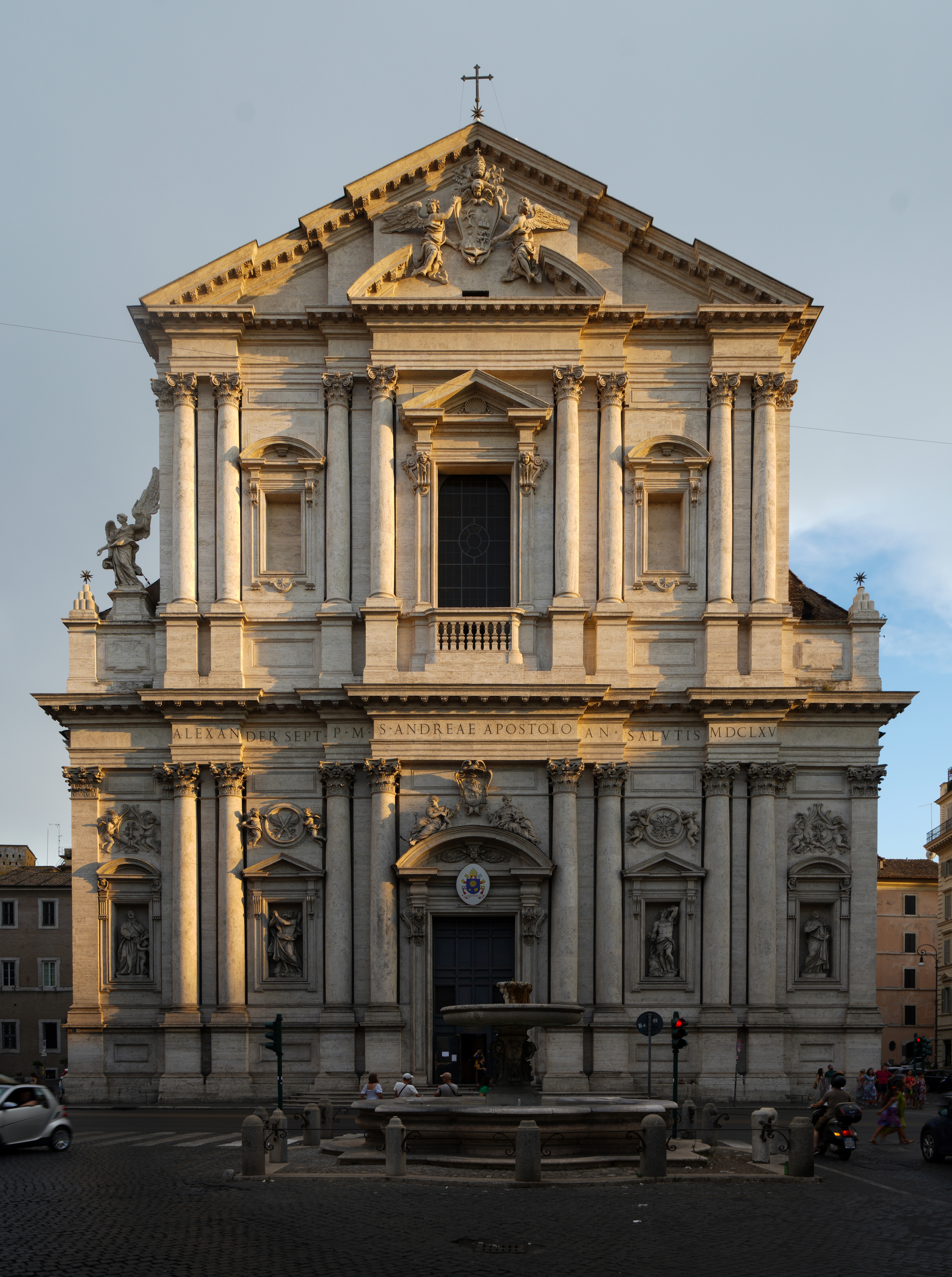
Mutterkirche der Theatiner Sant’Andrea della Valle, Rom

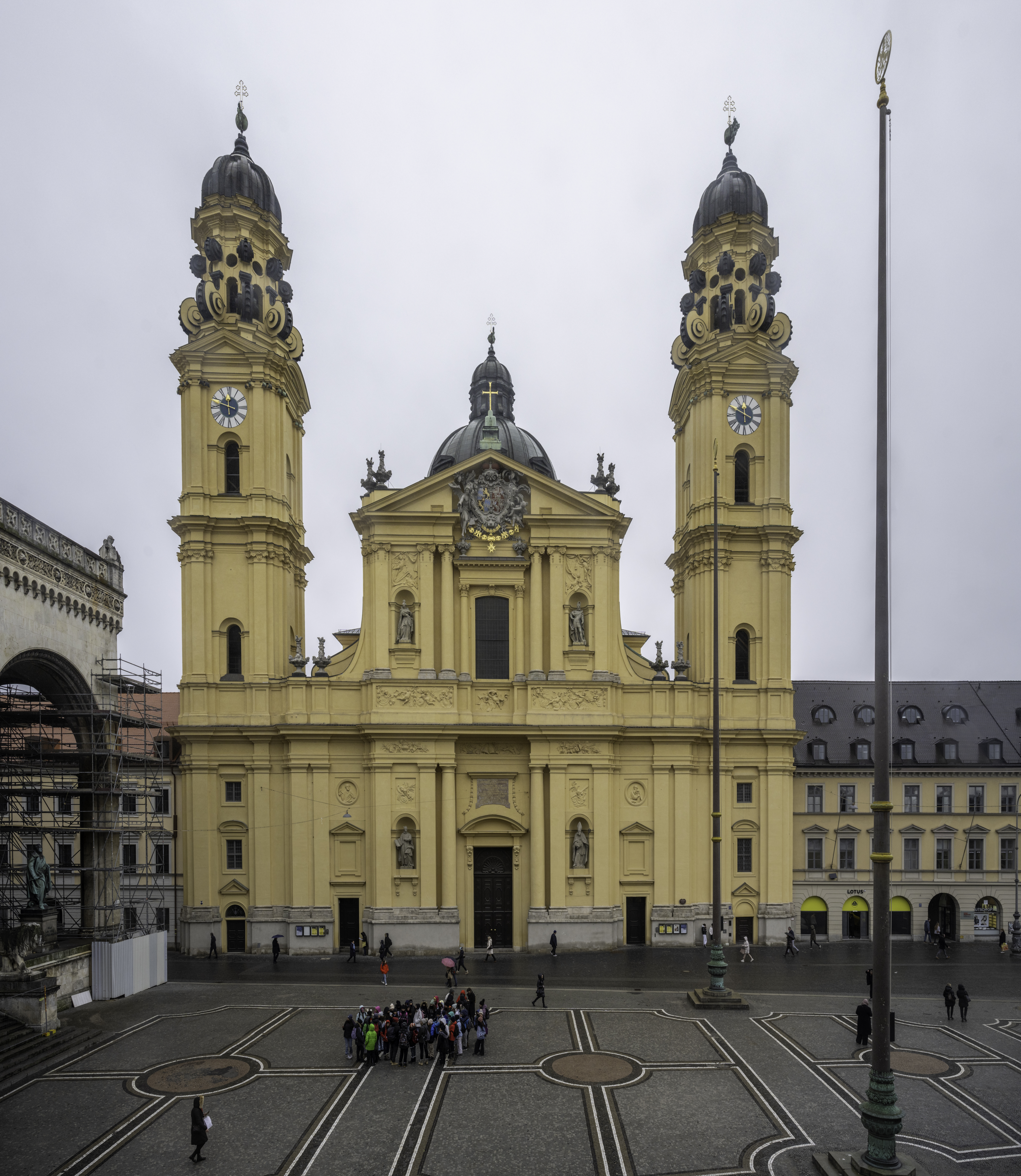
Theatinerkirche (München), ehemalige Hof- und Ordenskirche

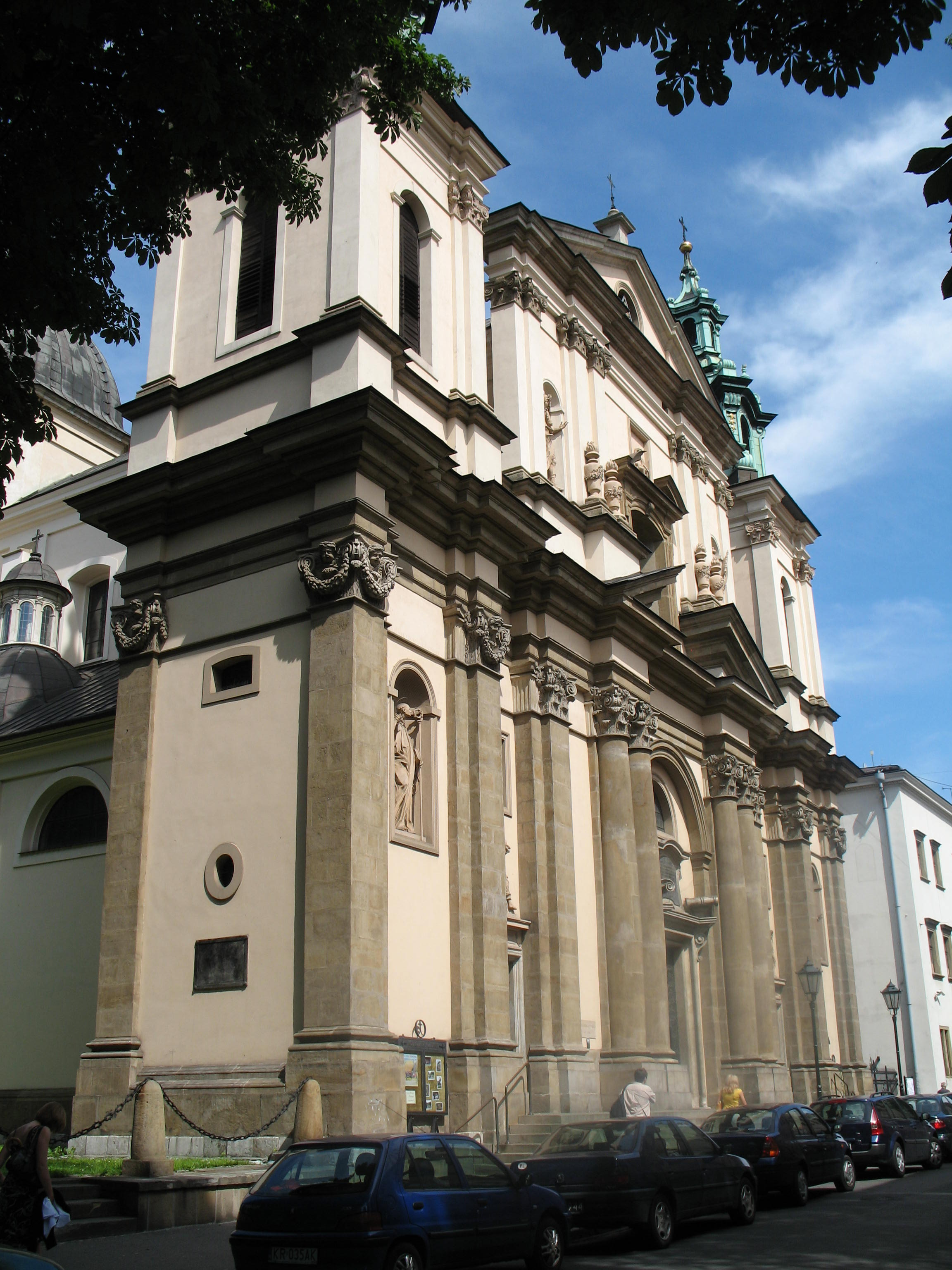
St.-Anna-Kirche in Krakau

Die Theatiner (lateinisch Clerici regulares [Theatini] bzw. Ordo Clericorum Regularium, Ordenskürzel CRth, deutsch auch OTheat, auch Kajetaner, Cajetaner und Chietiner genannt) sind ein römisch-katholischer Männerorden, der seinen Namen von der Bischofsstadt ihres Mitbegründers Gian Pietro Carafa, des Bischofs von Theate (heute Chieti) und nachmaligen Papstes Paul IV., ableitet.

## Gründung und Ausbreitung
Der Orden wurde 1524 auf Initiative von Gian Pietro Carafa, dem späteren Papst Paul IV., und von Kajetan von Thiene gegründet. Beide waren zuvor Angehörige der Bruderschaft Compagnia del Divino Amore, zugehörig zur Kirche Santa Dorotea. Schon nach wenigen Wochen wurde die Gemeinschaft als Orden von Papst Clemens VII. anerkannt. Die Kongregation der Regularkleriker (als erste dieses Typs) breitete sich schnell in ganz Italien aus und wurde neben den Jesuiten zur wichtigsten Kraft der Gegenreformation. Mutterkirche der Theatiner ist bis heute Sant’Andrea della Valle.
Neben 250 Bischöfen und 6 Kardinälen ging aus dem Theatinerorden auch ein Papst hervor: Gian Pietro Carafa wurde am 23. Mai 1555 im Konklave gewählt und amtierte als Paul IV.
1662 holte das bayerische Kurfürstenpaar Ferdinand Maria und Henriette Adelheid von Savoyen den Orden nach Bayern und stiftete in München einen Konvent nebst einer prachtvollen Kirche. Der Orden besaß noch bis in die Zeit Max Emanuels hinein am kurfürstlichen Hof großen Einfluss. Der Theatinerpater Don Antonio Spinelli nahm nicht nur Henriette Adelheid die Beichte ab, sondern auch ihrer ältesten Tochter Maria Anna Christina, bevor diese Dauphine von Frankreich wurde, und Max Emanuel. Den Blauen Kurfürsten begleitete der rührige Spinelli auf allen seinen Ungarnfeldzügen. Die Theatinerkirche St. Kajetan – erbaut nach den Plänen von Agostino Barelli und Enrico Zuccalli (nach Vorbild von Sant’Andrea della Valle) direkt gegenüber der kurfürstlichen Residenz am Odeonsplatz – fungierte in der Folgezeit als Hofkirche und Grablege der Wittelsbacher. Auch bei ihrem Bau spielte der vielseitig interessierte Spinelli eine nennenswerte Rolle. Ihre Fassade wurde im 18. Jahrhundert von François de Cuvilliés dem Jüngeren gestaltet. Heute gehört das Gotteshaus zu den bekanntesten Sehenswürdigkeiten der Stadt München.
Auch in Prag, Salzburg (siehe Kajetanerkirche) und Wien wurden im 17. Jahrhundert Niederlassungen des Theatinerordens gegründet.
Das Generalat der Regularklerikergemeinschaft befindet sich heute in Rom. Im Jahre 2007 hatte sie 203 Mitglieder, darunter 139 Priester, in 33 Niederlassungen. Der derzeitige Generalsuperior Valentín Arteaga y Sánchez-Guijaldo, Theologe und Dichter, folgte 2003 Gabriele Darida nach.

## Bekannte Theatiner
- Giovanni Marinoni (1490–1562), Theologe und Prediger
- Lorenzo Scupoli (1530–1610), Priester und Schriftsteller
- Guarino Guarini (1624–1683), Mathematiker, Philosoph und Architekt
- Antonio Spinelli (1630–1706), Geheimrat und Beichtvater der bayerischen Kurfürstin
- Giuseppe Maria Tomasi (1649–1713), Theologe und Kardinal
- Ferdinand Sterzinger (1721–1786), Theologe, Kirchenrechtler und Kritiker des Hexenglaubens
- Giuseppe Piazzi (1746–1826), Astronom und Mathematiker
- Zaccaria Pasqualigo († 1664), Theologe und Philosoph[1]